# Współczynnik sprężystości
Współczynnik sprężystości – stała określająca wielkość odkształcenia w odpowiedzi na siły działające na ciała sprężyste. Współczynnik sprężystości nie jest pojęciem jednoznacznym i jest używany w różnych kontekstach jako:
- stała materiałowa
  - liniowy współczynnik sprężystości (odwrotność modułu Younga)
  - współczynnik sprężystości poprzecznej
  - współczynnik sprężystości objętościowej
- stała określająca cechy danego ciała (sprężyny, drutu)

Jednostka współczynnika zależy od jego rodzaju.

## Współczynnik sprężystości ciała

### Współczynnik sprężystości wzdłużnej
Jeżeli ciało, np. drut czy sprężyna, jest wydłużane przy użyciu siły {\displaystyle F,} wówczas współczynnik sprężystości wzdłużnej definiuje się jako iloraz siły do wydłużenia
{\displaystyle k={\frac {F}{\Delta x}},}
gdzie:
{\displaystyle F} – siła rozciągająca w N,
{\displaystyle \Delta x} – wydłużenie ciała w m,
{\displaystyle k} – współczynnik sprężystości sprężyny (drutu) w N/m,
przy czym współczynnik tak obliczony ma sens przy założeniu, że siła nie przekracza zakresu sprężystości ciała.

### Współczynnik sprężystości przy zginaniu
– określa się podobnie jak wyżej. Wówczas {\displaystyle \Delta x} oznacza wielkość ugięcia ciała, np. belki.

### Współczynnik sprężystości przy skręcaniu
Jeżeli ciało, np. drut czy sprężyna, jest skręcane przy użyciu momentu sił {\displaystyle M,} wówczas współczynnik sprężystości przy skręcaniu definiuje się za pomocą wzoru
{\displaystyle M=k\alpha ,}
gdzie {\displaystyle \alpha } jest kątem skręcenia. Jednostką tak określonego {\displaystyle k} jest N·m/rad